# 巴桑·張希恩
巴桑·张希恩（1960年11月2日—2021年10月15日），出生名为Boonsao Prajantasen，泰国男演员、歌手

## 生平
巴桑·張希恩于1960年11月2日生于泰国孔敬府。

## 音樂作品
- 1986 - "Toey Sao Jan Kang Koab" (เต้ยสาวจันทร์กั้งโกบ)
- 2001 - "Phoo Phae Rak" (ผู้แพ้รัก)
- 2004 - "Mee Miea Dek" (มีเมัยเด็ก)